# Svenska basketligan 2018-2019
La Svenska basketligan 2018-2019 è stata la 66ª edizione del massimo campionato svedese di pallacanestro maschile.

## Squadre partecipanti
| Squadra             | Città      | Palazzetto           | Capacità |
| ------------------- | ---------- | -------------------- | -------- |
| Luleå               | Luleå      | Luleå Energi Arena   | 2 500    |
| Borås               | Borås      | Boråshallen          | 3 000    |
| Jämtland            | Östersund  | Östersunds sporthall | 1 700    |
| Köping Stars        | Köping     | Karlbergshallen      | 800      |
| Norrköping Dolphins | Norrköping | Stadium Arena        | 4 500    |
| Nässjö              | Nässjö     | Nässjö Sporthall     | 800      |
| Södertälje Kings    | Södertälje | Täljehallen          | 2 200    |
| Umeå                | Umeå       | Umeå Energi Arena    | 1 270    |
| Uppsala             | Uppsala    | IFU Arena            | 2 880    |
| Wetterbygden Stars  | Huskvarna  | Huskvarna Sporthall  | 1 000    |

## Regular season
|  |     | Squadra             | G  | V  | P  | PF   | PS   | Diff. | Pt. | Qualificazione                                        |
|  | --- | ------------------- | -- | -- | -- | ---- | ---- | ----- | --- | ----------------------------------------------------- |
|  | 1.  | Södertälje Kings    | 36 | 29 | 7  | 3088 | 2797 | +291  | 58  | playoffs                                              |
|  | 2.  | Borås               | 36 | 27 | 9  | 3444 | 3091 | +353  | 54  | playoffs                                              |
|  | 3.  | Norrköping Dolphins | 36 | 27 | 9  | 3032 | 2651 | +381  | 54  | playoffs                                              |
|  | 4.  | Luleå               | 36 | 24 | 12 | 3082 | 2850 | +232  | 48  | playoffs                                              |
|  | 5.  | Jämtland            | 36 | 23 | 13 | 3422 | 3189 | +233  | 46  | playoffs                                              |
|  | 6.  | Nässjö              | 36 | 14 | 22 | 2855 | 2992 | −137  | 28  | playoffs                                              |
|  | 7.  | Wetterbygden Stars  | 36 | 12 | 24 | 2839 | 2945 | −106  | 24  | playoffs                                              |
|  | 8.  | Umeå                | 36 | 9  | 27 | 3017 | 3255 | −238  | 18  | playoffs                                              |
|  | 9.  | Köping Stars        | 36 | 9  | 27 | 2805 | 3108 | −303  | 18  | Qualificata per lo spareggio retrocessione/promozione |
|  | 10. | Uppsala             | 36 | 3  | 33 | 2776 | 3482 | −706  | 6   | retrocessa in Superettan                              |

## Playoff
|  | Quarti di finale | Quarti di finale   | Quarti di finale |              |                 | Semifinali   | Semifinali | Semifinali |  |  | Finali | Finali     | Finali |
|  |                  |                    |                  |              |                 |              |            |            |  |  |        |            |        |
|  | 1                | Södertälje         | 3                |              |                 |              |            |            |  |  |        |            |        |
|  | 8                | Umeå               | 0                |              |                 |              |            |            |  |  |        |            |        |
|  | 8                | Umeå               | 0                |              | 1               | Södertälje   | 4          |            |  |  |        |            |        |
|  |                  |                    |                  |              | 1               | Södertälje   | 4          |            |  |  |        |            |        |
|  |                  | 5                  | Jämtland         | 2            |                 |              |            |            |  |  |        |            |        |
|  | 4                | 5                  | Jämtland         | 2            | Luleå           | 2            |            |            |  |  |        |            |        |
|  | 4                |                    |                  |              | Luleå           | 2            |            |            |  |  |        |            |        |
|  | 5                | Jämtland           | 3                |              |                 |              |            |            |  |  |        |            |        |
|  |                  |                    |                  |              |                 |              |            |            |  |  | 1      | Södertälje | 4      |
|  |                  |                    | 2                | Borås Basket | 1               |              |            |            |  |  |        |            |        |
|  | 2                | Borås Basket       | 3                |              |                 |              |            |            |  |  |        |            |        |
|  | 7                | Wetterbygden Stars | 1                |              |                 |              |            |            |  |  |        |            |        |
|  | 7                | Wetterbygden Stars | 1                |              | 2               | Borås Basket | 4          |            |  |  |        |            |        |
|  |                  |                    |                  |              | 2               | Borås Basket | 4          |            |  |  |        |            |        |
|  |                  | 3                  | Norrk. Dolphins  | 2            |                 |              |            |            |  |  |        |            |        |
|  | 3                | 3                  | Norrk. Dolphins  | 2            | Norrk. Dolphins | 3            |            |            |  |  |        |            |        |
|  | 3                |                    |                  |              | Norrk. Dolphins | 3            |            |            |  |  |        |            |        |
|  | 6                | Nässjö             | 0                |              |                 |              |            |            |  |  |        |            |        |

| Svenska Basketligan 2018-2019 |
| ----------------------------- |
| Södertälje 12º titolo         |

## Spareggio retrocessione/promozione
La squadra che perde la finale promozione della Superettan e la squadra classificata all'undicesimo posto della Svenska basketligan disputano uno spareggio per un posto nella Svenska basketligan 2019-2020.
| Squadra 1    | Totale | Squadra 2 | Gara 1 | Gara 2 | Gara 3 |
| ------------ | ------ | --------- | ------ | ------ | ------ |
| Köping Stars | 2-0    | Alvik     | 89-48  | 69-95  | -      |

## Squadra vincitrice
| N° | Naz.                   | Ruolo | Sportivo                |      | Alt. |  |
| -- | ---------------------- | ----- | ----------------------- | ---- | ---- |  |
| 1  | Svezia (bandiera)      | AP    | Adam Ramstedt           | 1995 | 208  |  |
| 3  | Stati Uniti (bandiera) | P     | Eric Garcia             | 1994 | 183  |  |
| 5  | Svezia (bandiera)      | AP    | Oskar Holm              | 1995 | 197  |  |
| 6  | Stati Uniti (bandiera) | AG    | Auston Barnes           | 1991 | 203  |  |
| 7  | Svezia (bandiera)      | G     | Valter Lindström        | 1995 | 185  |  |
| 9  | Croazia (bandiera)     | A     | Toni Bizaca             | 1991 | 202  |  |
| 10 | Svezia (bandiera)      | G     | Mario Blazevic          | 1993 | 180  |  |
| 11 | Svezia (bandiera)      | AC    | Hampus Ramstedt         | 1995 | 203  |  |
| 12 | Svezia (bandiera)      | AC    | Alexander Lindqvist     | 1991 | 205  |  |
| 13 | Stati Uniti (bandiera) | AG    | Eric Adams              | 1990 | 204  |  |
| 25 | Svezia (bandiera)      | AP    | Jonathan Person         | 1989 | 190  |  |
| 34 | Svezia (bandiera)      | G     | Dimitris Agathangelidis | 1998 | 182  |  |
| 47 | Svezia (bandiera)      | AP    | Adam Karahmetovic       | 1998 | 189  |  |
| 50 | Svezia (bandiera)      | G     | Martin Pahlmblad        | 1986 | 193  |  |
|    | Svezia (bandiera)      | All.  | Ludwig Degernäs         |      |      |  |

## Squadre nelle competizioni europee
| Squadra             | Competizione     | Andamento               |
| ------------------- | ---------------- | ----------------------- |
| Norrköping Dolphins | Champions League | 1º turno Qualificazione |
| Luleå               | FIBA Europe Cup  | 2º turno Qualificazione |
| Södertälje          | FIBA Europe Cup  | 1º turno Qualificazione |